# Guiar
Guiar es una parroquia y un pueblo del concejo de Vegadeo en la Comarca del Eo-Navia, Principado de Asturias, España.

## Geografía
Tiene una superficie de 5,55 km² y sumaba 25 habitantes en 2022.
El territorio de la parroquia se asienta sobre las rocas paleozoicas metamórficas del valle del Eo, lo que da lugar a un relieve de formas suaves y redondeadas sin altitudes notables que sirvan para delimitar diferentes zonas. La zona más alta de la parroquia corresponde a los 552 m de altitud del pico Guiar, que en suave pendiente deja una ladera que tiene su punto más bajo a los 40 m del arroyo Ouria en su límite con el vecino concejo de San Tirso de Abres.
La iglesia parroquial bajo la advocación de Nuestra Señora de Covadonga (siglo XVII) se levanta en el pueblo de Guiar y celebra su fiesta cada 8 de septiembre.
El poblamiento se concentra en dos núcleos:
- Guiar. Enclavado en una ladera orientada hacia el Oeste a 240 m de altitud. Contaba con 14 habitantes en 2022.[3] Se comunican con la capital del concejo situada a 9,4 km a través de la carretera local VE-2 que lleva hasta Abres y de allí, por la N-640 hasta Vegadeo.
- Graña de Guiar (oficialmente A Graña[4]). Tenía 11 habitantes en 2022[5] y se localiza en una loma orientada a poniente a 222 m de altitud. Los 9 km que la separan de la capital del concejo  también se realizan por la carretera local VE-2.

Otros lugares de la parroquia son: O Fornelo, Paumartiz y O Vale.
Según los últimos datos recogidos del año 2022, la parroquia contaba con una población de 25 habitantes (10 hombres y 15 mujeres) y sigue la tendencia de la mayoría de las parroquias asturianas de esta zona con un descenso progresivo de población que se manifiesta desde hace décadas como se ilustra en la siguiente gráfica que muestra la evolución demográfica desde el año 1900.  
| Gráfica de evolución demográfica de Guiar entre 1900 y 2022                              |
|                                                                                          |
| Fuente: Instituto Nacional de Estadística de España - Elaboración gráfica por Wikipedia. |